# Husův sbor v Heřmanicích
Husův sbor v Heřmanicích je sborem Církve husitské založeným v roce 1920 v části Heřmanice městského obvodu Slezská Ostrava města Ostrava. Geograficky se nachází v Horním Slezsku v Moravskoslezském kraji v nížině Ostravská pánev. Funkcionalistická budova s věží byla postavena v letech 1935 až 1936.

## Další informace
Dne 8. září 1935 byl slavnostně položen základní kámen Husova sboru v Heřmanicích a dne 5. července 1936 byla stavba slavnostně otevřena za účasti senátora Václava Sladkého, místopředsedy legionářské župy František V. Hrbáč, faráře z Radvanic Ignáce Olšanského, aj. První bohoslužbu sloužil tehdejší biskup československé církve husitské Ferdinand Stibor a ze slavnostní události byly zaslány telegramy čelným představitelům státu a církve. Ve 40. letech 20. století vytvořil vnitřní výzdobu akademický malíř Alois Zapletal a to v originálním národním slohu. Na kazetovém stropu a na bočních křídlech jsou namalovány postavy Mistra Jana Husa, Jana Amose Komenského a slovanských věrozvěstů Cyrila a Metoděje. Bohoslužebná místnost s galerií má rozměry 10×12 m. Věž má výšku 14 m a na jejím vrcholu je symbol kalicha a na čelní stěně zase symbol kříže. Přístavba má farní místnosti a dvoupokojový byt s kuchyní a příslušenstvím.

## Galerie

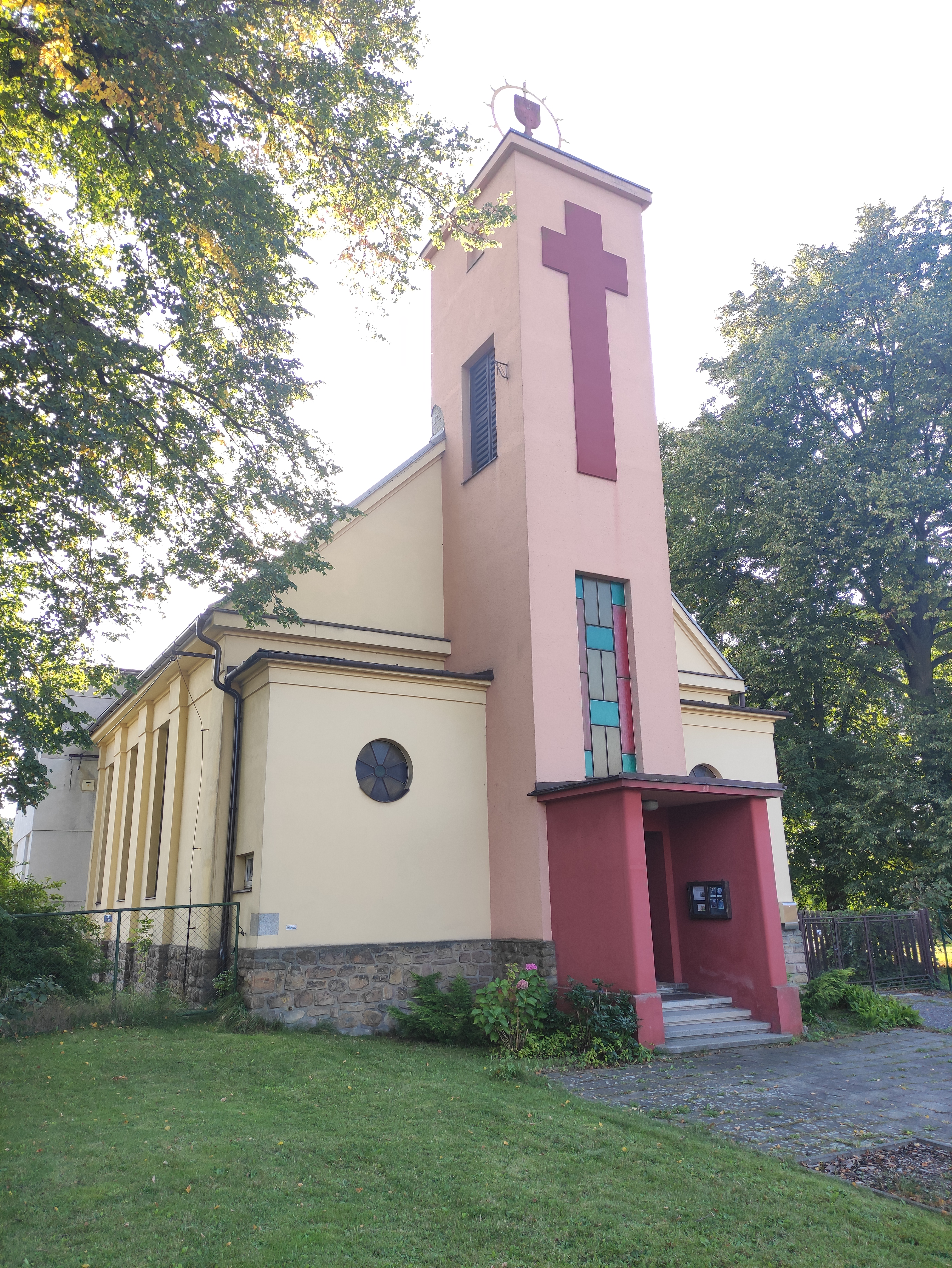
Kostel v září 2023